# Alle 40 goed
Alle 40 goed is een muziekalbum van The Cats uit 2010. Het verzamelalbum bestaat uit twee cd's en werd uitgebracht op 18 februari van dat jaar.
Op Alle 40 goed is ongeveer de helft van de nummers ooit uitgebracht op single, waaronder alle vijf nummer 1-hits (Lea, Why, Marian, Where have I been wrong en Be my day) en verder nog One way wind, de meest verkochte en gecoverde single van The Cats.

## Nummers
| Nummer    | Naam                                                 | Geschreven door                               | Duur | Opmerkingen |
| --------- | ---------------------------------------------------- | --------------------------------------------- | ---- | ----------- |
| CD 1 - 1  | Those were the days                                  | John Ewbank                                   | 3:54 |             |
| CD 1 - 2  | Lea                                                  | Arnold Mühren                                 | 3:45 |             |
| CD 1 - 3  | Sure he's a cat                                      | Roger Greenaway en Roger Cook                 | 2:33 |             |
| CD 1 - 4  | Marian                                               | Arnold Mühren                                 | 4:02 |             |
| CD 1 - 5  | Be my day                                            | Larry Murray                                  | 2:59 |             |
| CD 1 - 6  | Without your love                                    | Cees Veerman en Mel Andy                      | 2:48 |             |
| CD 1 - 7  | Where have I been wrong                              | Piet Veerman                                  | 5:15 |             |
| CD 1 - 8  | Why                                                  | Arnold Mühren                                 | 4:01 |             |
| CD 1 - 9  | Times were when                                      | Neil Grimshaw                                 | 3:13 |             |
| CD 1 - 10 | Let's dance                                          | Piet Veerman                                  | 3:28 |             |
| CD 1 - 11 | There has been a time                                | Arnold Mühren                                 | 3:39 |             |
| CD 1 - 12 | Magical mystery morning                              | Arnold Mühren                                 | 2:38 |             |
| CD 1 - 13 | The end of the show                                  | Cees Veerman                                  | 4:32 |             |
| CD 1 - 14 | Scarlet ribbons                                      | Evelyn Danzig en Jack Segal                   | 3:18 |             |
| CD 1 - 15 | Save the last dance for me                           | Doc Pomus en Mort Shuman                      | 3:09 |             |
| CD 1 - 16 | What a crazy life                                    | Roger Greenaway en Roger Cook                 | 2:36 |             |
| CD 1 - 17 | La diligence                                         | Jos Cleber, Arnold Mühren en Piet Veerman     | 3:30 |             |
| CD 1 - 18 | Maribaja                                             | Arnold Mühren                                 | 3:09 |             |
| CD 1 - 19 | Lovers don't talk                                    | Fred Bekky en Tony Kolenberg                  | 3:39 |             |
| CD 1 - 20 | I walk through the fields                            | Cees Veerman                                  | 3:52 |             |
| CD 2 - 1  | Rock 'n' roll (I gave you the best years of my life) | Kevin Johnson                                 | 4:58 |             |
| CD 2 - 2  | Turn around and start again                          | Roger Greenaway en Roger Cook                 | 3:01 |             |
| CD 2 - 3  | Vaya con Dios                                        | Larry Russell, Inez James en Buddy Pepper     | 3:29 |             |
| CD 2 - 4  | One way wind                                         | Arnold Mühren                                 | 3:42 |             |
| CD 2 - 5  | Take me with you                                     | Arnold Mühren                                 | 3:00 |             |
| CD 2 - 6  | My friend Joe                                        | Cees Veerman                                  | 3:00 |             |
| CD 2 - 7  | Let's go together                                    | Piet Veerman en Jaap Schilder                 | 3:45 |             |
| CD 2 - 8  | Juke-box                                             | Bert Berns en Phil Medley                     | 2:51 |             |
| CD 2 - 9  | A letter                                             | Piet Veerman en John Möring                   | 3:33 |             |
| CD 2 - 10 | Country woman                                        | Piet Veerman                                  | 3:10 |             |
| CD 2 - 11 | Come Sunday                                          | Lane Caudell en Harry Lloyd                   | 2:33 |             |
| CD 2 - 12 | Cindy                                                | Peter Reber en Rolf Zuckowski                 | 3:49 |             |
| CD 2 - 13 | Let's follow the sun                                 | Cees Veerman                                  | 3:08 |             |
| CD 2 - 14 | The best years of my life                            | John Ewbank                                   | 3:46 |             |
| CD 2 - 15 | If you'll be my woman                                | Cees Veerman                                  | 3:50 |             |
| CD 2 - 16 | A love like yours                                    | Eddie Holland, Brian Holland en Lamont Dozier | 3:58 |             |
| CD 2 - 17 | Dreams                                               | Piet Veerman                                  | 6:40 |             |
| CD 2 - 18 | I gotta know what's going on                         | Cees Veerman                                  | 2:34 |             |
| CD 2 - 19 | Trying to explain                                    | Piet Veerman                                  | 4:22 |             |
| CD 2 - 20 | Mandy my dear                                        | Jaap Schilder                                 | 3:19 |             |